# Stanislav Primožič
Stanislav Primožič, slovenski farmacevt, * 28. december 1954, Kranj.
Primožič je leta 1978 diplomiral in 1988 doktoriral na ljubljanski FNT. Leta 1979 se je zaposlil na kasnejši FFA, od 1994 kot izredni profesor farmacevtske tehnologije in biofarmacije. Od leta 2000 je tudi direktor Agencije Republike Slovenije za zdravila in medicinske pripomočke.